# Baron Cullen of Ashbourne

Wappen der Barone Cullen of Ashbourne

Baron Cullen of Ashbourne, of Roehampton in the County of Surrey, ist ein erblicher britischer Adelstitel in der Peerage of the United Kingdom.

## Verleihung
Der Titel wurde am 21. April 1920 dem Gouverneur der Bank of England Sir Brien Cokayne verliehen. Dieser war der Sohn des Heraldikers und Genealogen George Edward Cokayne und über dessen Mutter ein Ur-urenkel des 5. Viscount Cullen.
Heutiger Titelinhaber ist seit 2016 dessen Urenkel Michael Cokayne als 4. Baron.

## Liste der Barone Cullen of Ashbourne (1920)
- Brien Cokayne, 1. Baron Cullen of Ashbourne (1864–1932)
- Charles Cokayne, 2. Baron Cullen of Ashbourne (1912–2000)
- Edmund Cokayne, 3. Baron Cullen of Ashbourne (1916–2016)
- Michael Cokayne, 4. Baron Cullen of Ashbourne (* 1950)

Aktuell existiert kein Titelerbe.